# Cletus Komena Emein
Cletus Komena Emein (* 24. November 1948) war vom 9. Dezember 1993 bis zum 22. August 1996 Gouverneur des Bundesstaates Niger in Nigeria.
Im September 2008 wurde er Mitglied des Nigerdelta-Komitees, dessen Aufgabe es ist, die endemische Gewalt in der Ölförderregion zu lösen.

## Gouverneur des Bundesstaates Niger
Als Gouverneur des Staates Niger war er dafür bekannt, ohne Sicherheitspersonal zur Arbeit zu gehen.
1994 entthronte er Etsu Muhammadu Attahiru (* 1930; † 26. April 2004) aus dem Emirat Agaie, weil ihm vorgeworfen wurde, Alhaji Ibrahim Tsadu, den Vorsitzenden der Agaie Local Government Area, ermordet zu haben. Attahiru wurde später von der Anschuldigung freigesprochen.
Er ging im Rang eines Brigadegenerals in den Ruhestand.

## Karriere
Cletus Emein wurde Vorsitzender von Reach Engineering & Diving Services, einem Unternehmen, das sich mit der Wartung von Offshore-Ölplattformen beschäftigt.
Im Oktober 2004 baten Cletus Emein und andere Ijaw-Führer eine Delegation der britischen Regierung, der Shell Petroleum Development Company zu raten, Probleme in der Region zu vermeiden, indem sie aufhöre, die Bevölkerung des Nigerdeltas unangemessen auszunutzen.
Im April 2005 forderte Cletus Emein die Bundesregierung auf, dafür zu sorgen, dass die im Nigerdelta tätigen Ölkonzerne ihren gesetzlichen Verpflichtungen gegenüber den Gemeinden in der Region nachkommen, und bei Nichteinhaltung Strafen zu verhängen.
General Cletus Emein erklärte im April 2006 auf einer von Präsident Olusegun Obasanjo einberufenen Konferenz der Interessenvertreter des Nigerdeltas, er sei nicht gegen den Dialog. Die Bundesregierung müsse jedoch bereits wissen, dass die Bevölkerung des Nigerdeltas, insbesondere die Ijaw, massiv ausgegrenzt werde.
Im Mai 2008 rief Cletus Emein als Mitglied und Berater für Frieden und Sicherheit des Ältestenrats der Izon im Bundesstaat Delta sowohl die Militanten als auch die gemeinsame militärische Einsatzgruppe zur Zurückhaltung auf, um weiteren Schaden für die Ijaw-Gemeinden in der Region zu vermeiden. Er forderte die Bundesregierung auf, ein Gremium einzurichten, um die Ursachen der jüngsten Krise zu ermitteln und Empfehlungen auszusprechen, wie eine Wiederholung vermieden werden kann.
Im September 2008 nominierte der Gouverneur des Bundesstaates Delta, Emmanuel Uduaghan, General Cletus Emein als Vertreter der ethnischen Gruppe der Ijaw in das Nigerdelta-Komitee.